# Mallophora lucida
Mallophora lucida är en tvåvingeart som beskrevs av Charles Howard Curran 1941. Mallophora lucida ingår i släktet Mallophora och familjen rovflugor. Inga underarter finns listade i Catalogue of Life.